# Shane Sweetnam
Shane Sweetnam, född 19 januari 1981, är en irländsk ryttare.
Shane Sweetnam ingick i det irländska hopplaget som tog guld vid VM 2017 och silver 2023. Vid OS 2024 placerade sig laget på en sjunde plats. I finalhoppningen fick ekipaget ett nedslag och ett tidsfel.